# 미스코리아 강원
미스코리아 강원(미스 강원)은 1971년부터 시작된 미스코리아의 강원도 지역 대회이다. 진, 선, 미 입상자에게는 본선에 진출을 할 수 있는 기회가 주어진다.

## 입상자
| 연도   |                 | 진 (眞)         | 선 (善) | 미 (美) |
| ------ | --------------- | --------------- | ------- | ------- |
| 1971년 | 최윤선          | 박정자          | 이울자  |         |
| 1972년 | 조지윤          | 정은정          |         |         |
| 1973년 | 심지영          |                 | 안혜숙  |         |
| 1974년 | 김향숙          | 장창순          | 최은희  |         |
| 1975년 | 김기자          |                 | 함명숙  |         |
| 1978년 | 제은진          | 김미희 · 조영순 |         |         |
| 1979년 | 심자숙          | 한정옥          | 이정미  |         |
| 1980년 | 심혜숙 · 황혜선 | 이인숙          |         |         |
| 1981년 | 김정애          | 장기옥          |         |         |
| 1982년 | 주혜숙          | 유미희          | 전미미  |         |
| 1983년 | 김명숙          | 백분옥          | 이우숙  |         |
| 1984년 | 함동순          | 권미희자        | 한계숙  |         |
| 1985년 | 임주애          | 차기순          | 엄혜정  |         |
| 1986년 | 박후남          | 김은숙          | 박은하  |         |
| 1987년 | 송안나          | 곽은희          | 최영희  |         |
| 1988년 | 추영미          | 김경산          | 민애란  |         |
| 1989년 | 노지연          | 김옥경          | 장경숙  |         |
| 1990년 | 시영희          | 박선향          | 이혜정  |         |
| 1991년 | 최주희          | 장미영          | 함지영  |         |
| 1992년 | 김숙희          | 김미숙          | 장소영  |         |
| 1993년 | 차주은          | 민천자          | 우영이  |         |
| 1994년 | 김미혜          | 박정선          | 박태미  |         |
| 1995년 | 임주연          | 김윤희          | 양미영  |         |
| 1996년 | 김신경          | 김현옥          | 하미영  |         |
| 1997년 | 이유선          | 이경희          | 김은정  |         |
| 1998년 | 김수미          | 채주연          | 김희정  |         |
| 1999년 | 정근영          | 원혜정          | 전영혜  |         |
| 2000년 | 허민정          | 박화성          | 라혜련  |         |
| 2001년 | 김미정          | 호건일          | 임현정  |         |
| 2002년 | 서준희          | 노유나          | 심문정  |         |
| 2003년 | 차현정          | 홍지연          | 김미경  |         |
| 2004년 | 강현정          | 조혜진          | 배희숙  |         |
| 2005년 | 유혜리          | 백혜림          | 김유림  |         |
| 2006년 | 김지은          | 윤프름          | 이해림  |         |
| 2007년 | 이혜지          | 최한나          | 주진아  |         |
| 2008년 | 최나영          | 신윤정          | 윤민정  |         |
| 2009년 | 이슬기          | 안선영          | 한나영  |         |
| 2010년 | 정지은          | 홍지은          | 노주영  |         |
| 2011년 | 차정윤          | 엄상희          | 서연미  |         |
| 2012년 | 서아름          | 주유경          | 장윤지  |         |
| 2013년 | 심하정          | 박희원          | 권주리  |         |
| 2014년 | 김서지          | 박가람          | 이혜라  |         |
| 2015년 | 유경원          | 김소연          | 한다영  |         |
| 2016년 | 김해현          | 이시영          | 장휘    |         |
| 2017년 | 홍서영          | 성수경          | 최희정  |         |
| 2018년 | 김단비          | 이효림          | 최지혜  |         |
| 2019년 | 천상희          | 김기쁨          | 신보미  |         |
| 2020년 | 박혜지          | 최정윤          | 권채린  |         |
| 2021년 | 전조은          | 권도은          | 서은수  |         |

- 1976년, 1977년에는 미스 강원을 선발하지 않았다.

## 역대 참가자 사진

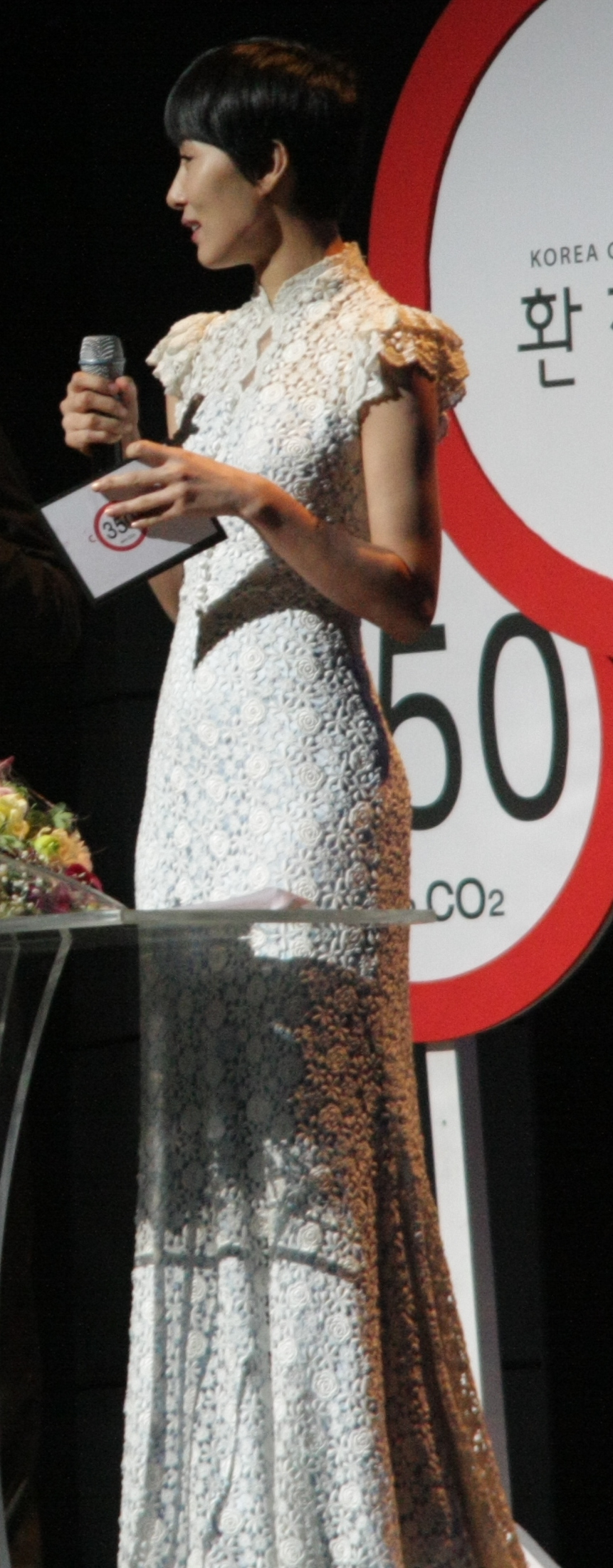
1992년 미스 강원 삼성전자 김서형
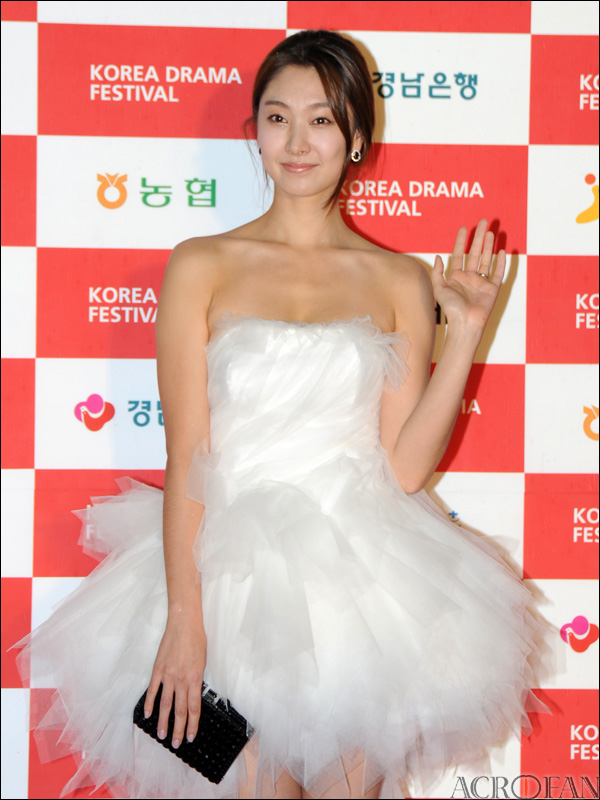
2003년 미스 강원 진 차현정, 2003년 미스코리아 후보
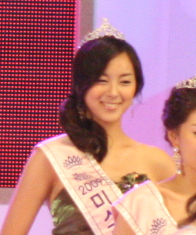
2009년 미스 강원 진 이슬기, 2009년 미스코리아 미
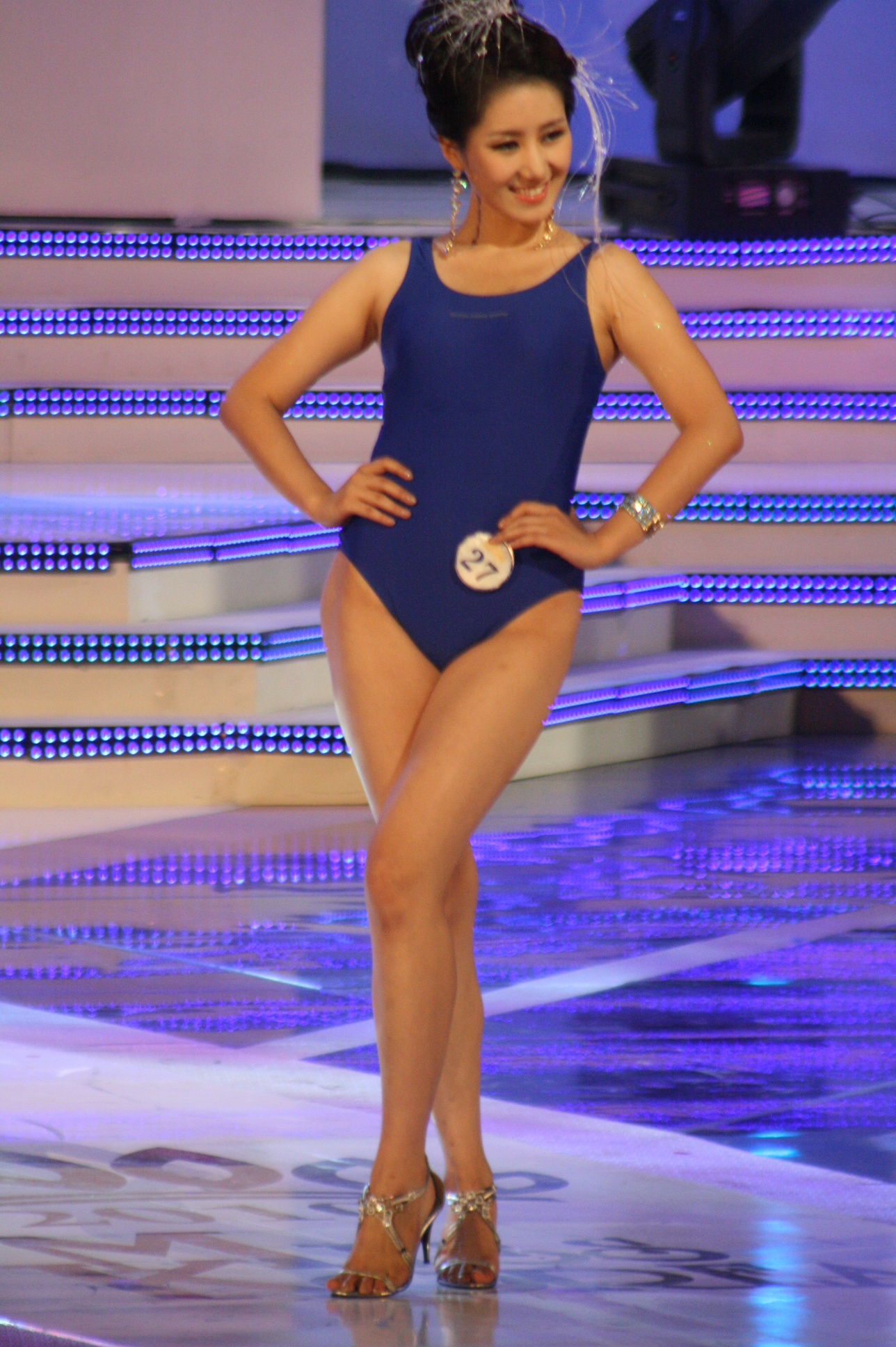
2010년 미스 강원 선 홍지은, 2010년 미스코리아 후보
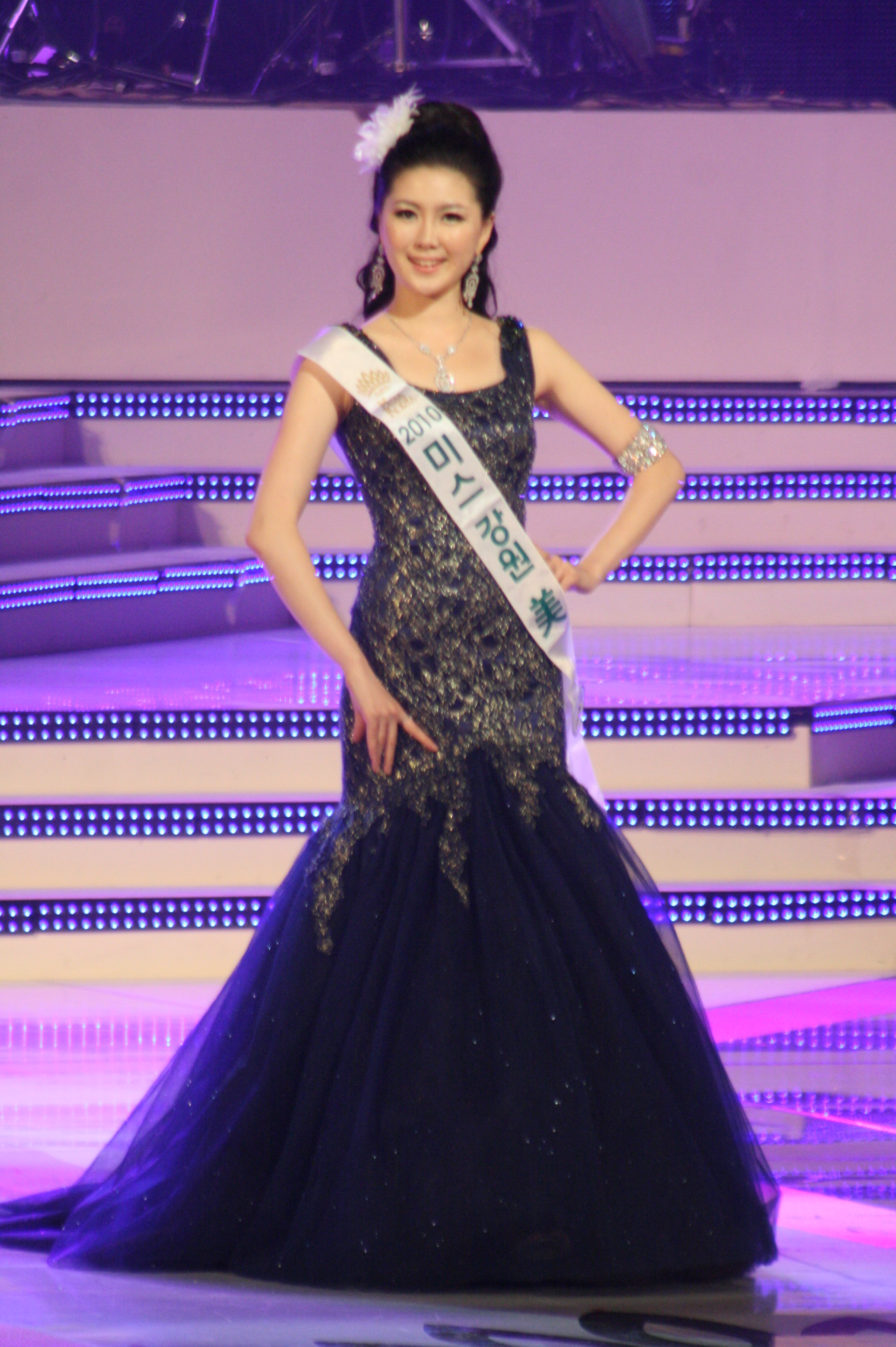
2010년 미스 강원 미 노주영, 2010년 미스코리아 후보
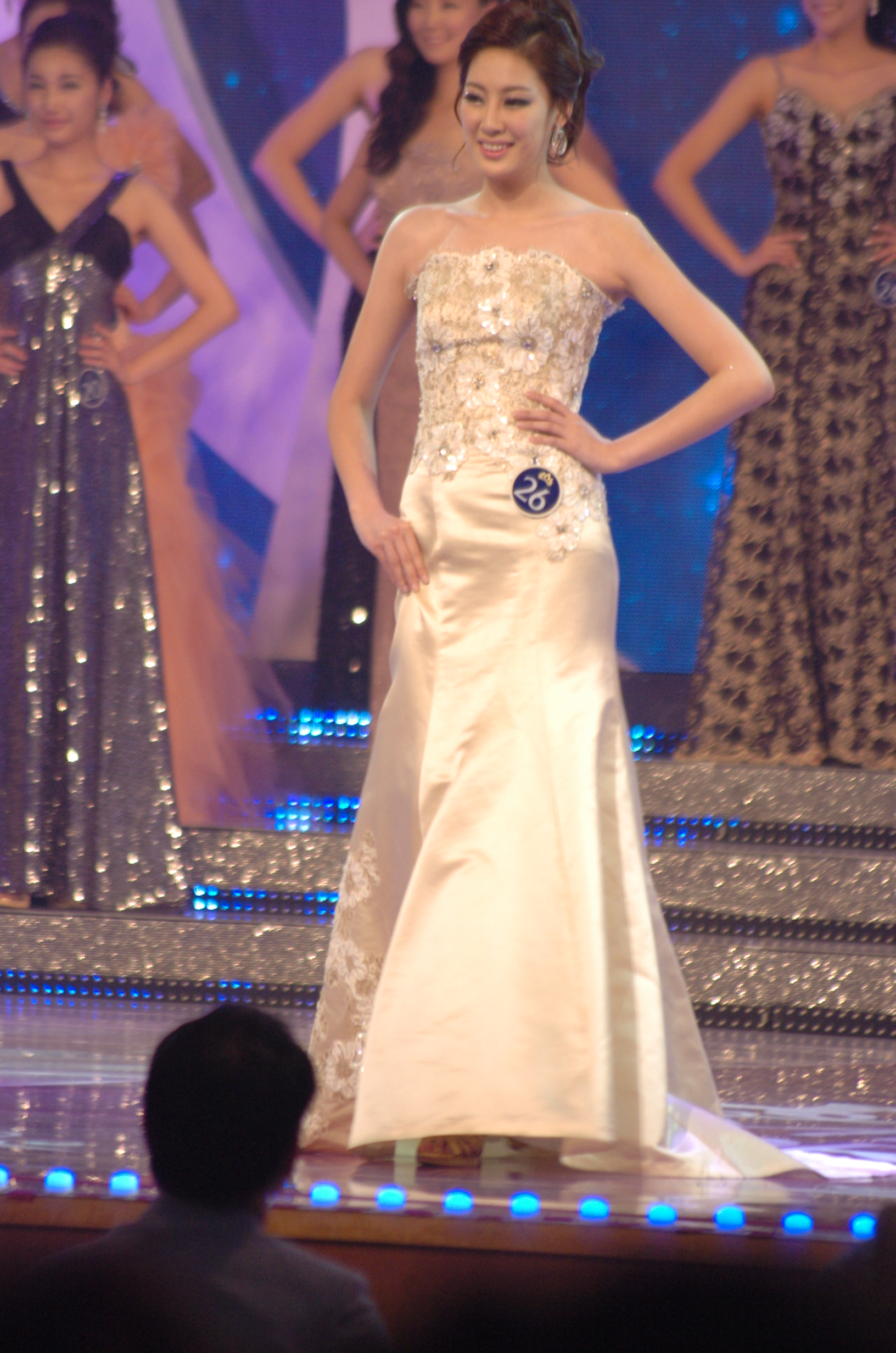
2012년 미스 강원 진 서아름, 2012년 미스코리아 후보
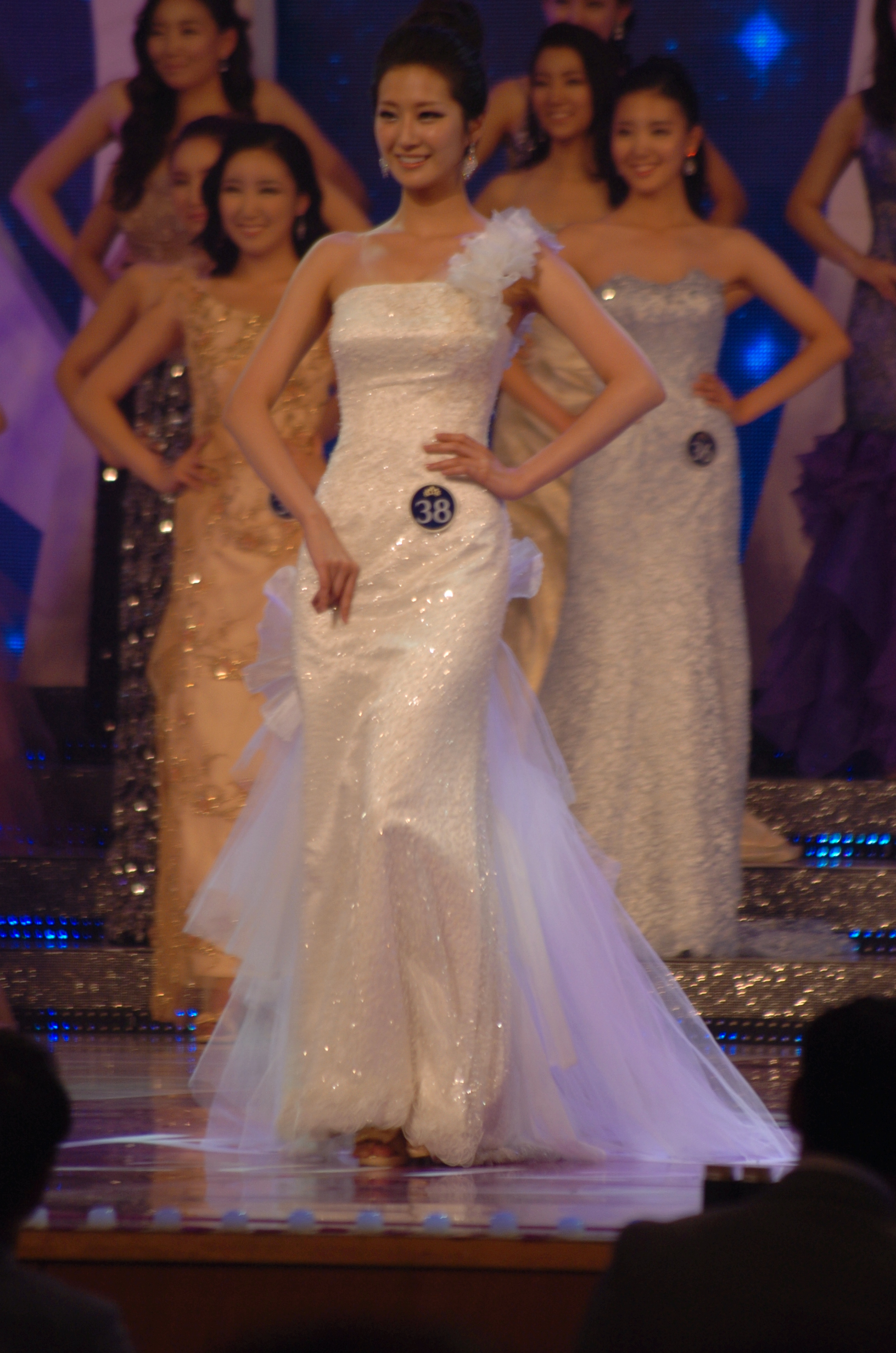
2012년 미스 강원 선 주유경, 2012년 미스코리아 후보
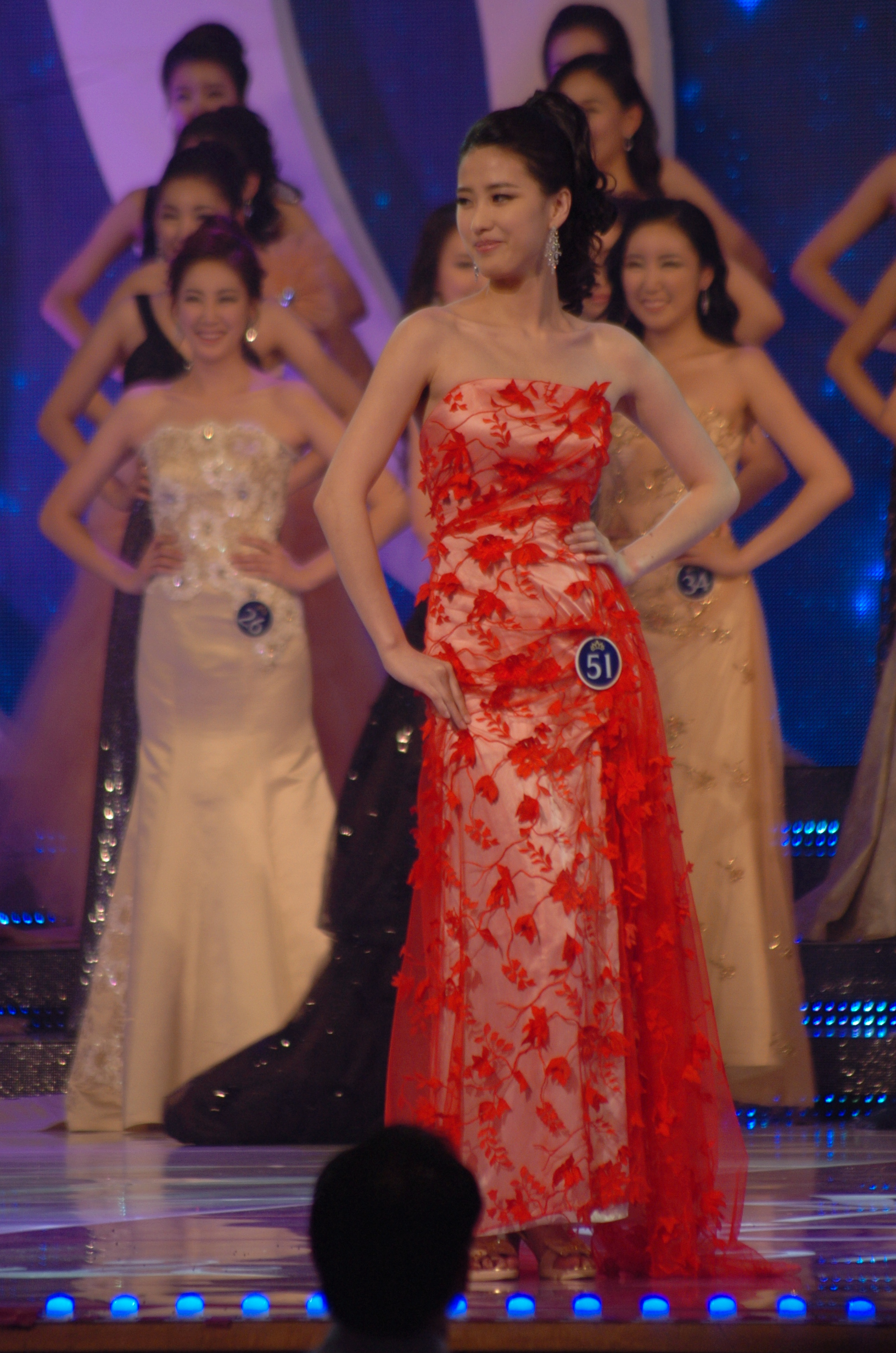
2012년 미스 강원 미 장윤지, 2012년 미스코리아 후보